# Бодрог
Бо́дрог (словац. Bodrog, угор. Bodrog) — річка в Словаччині і Угорщині. Довжина 188 км. Площа сточища — 11 552 км². 
Бодрог утворюється злиттям річок Ондава і Латориця. Річка вливається в Тису біля міста Токай. Судноплавна.
Головні притоки — Латориця, Ондава і Ронява.

## Галерея

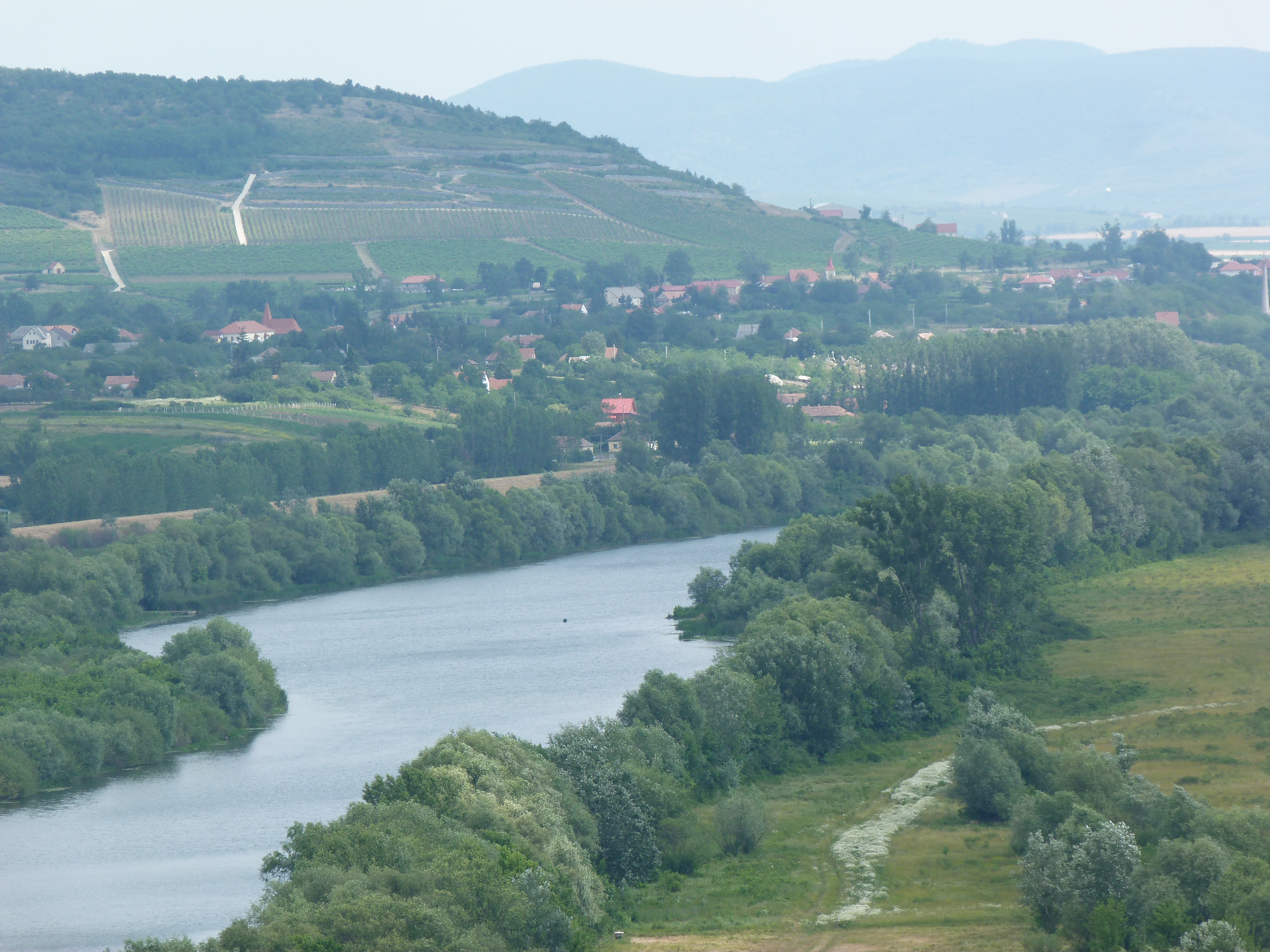
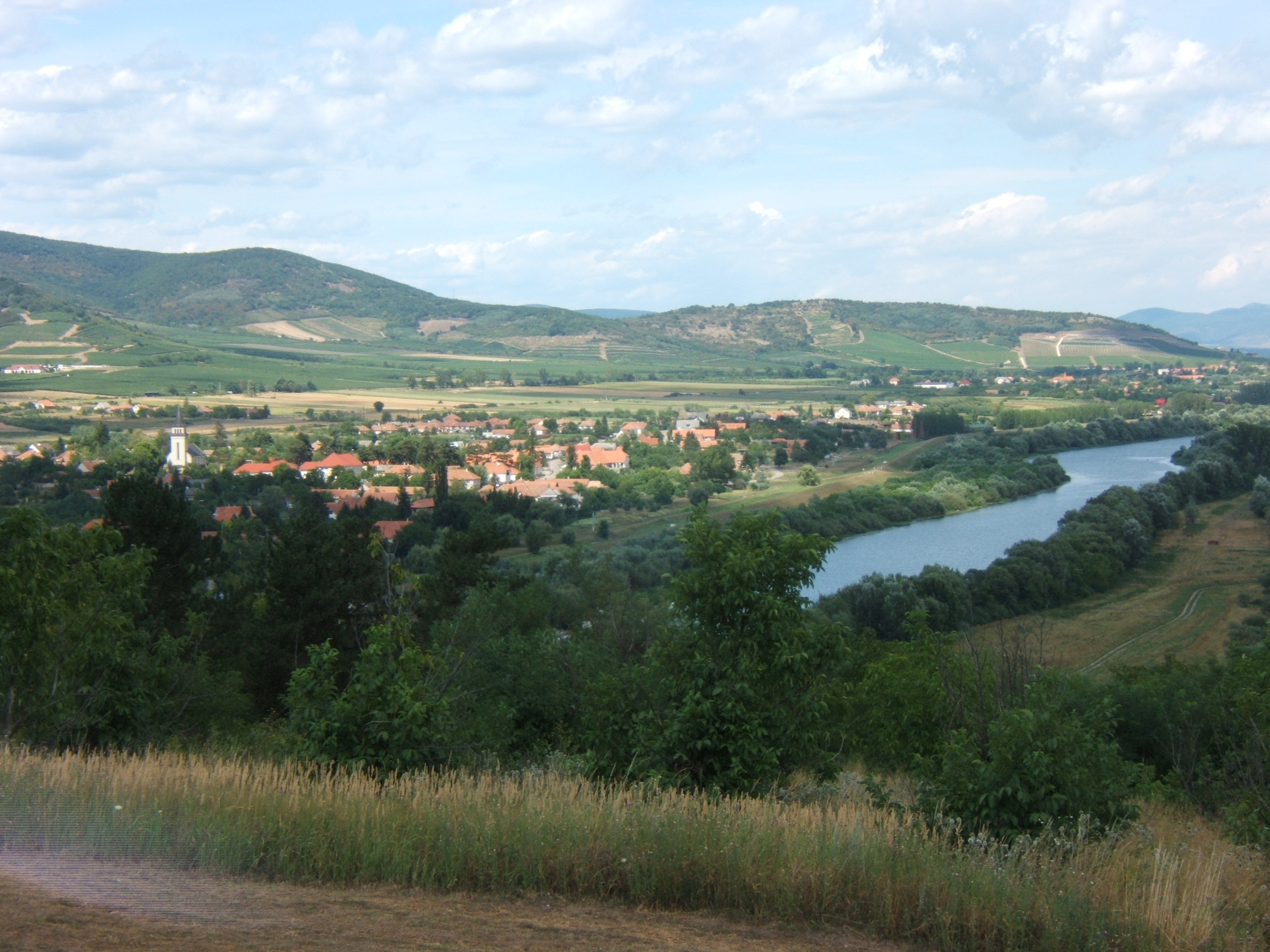
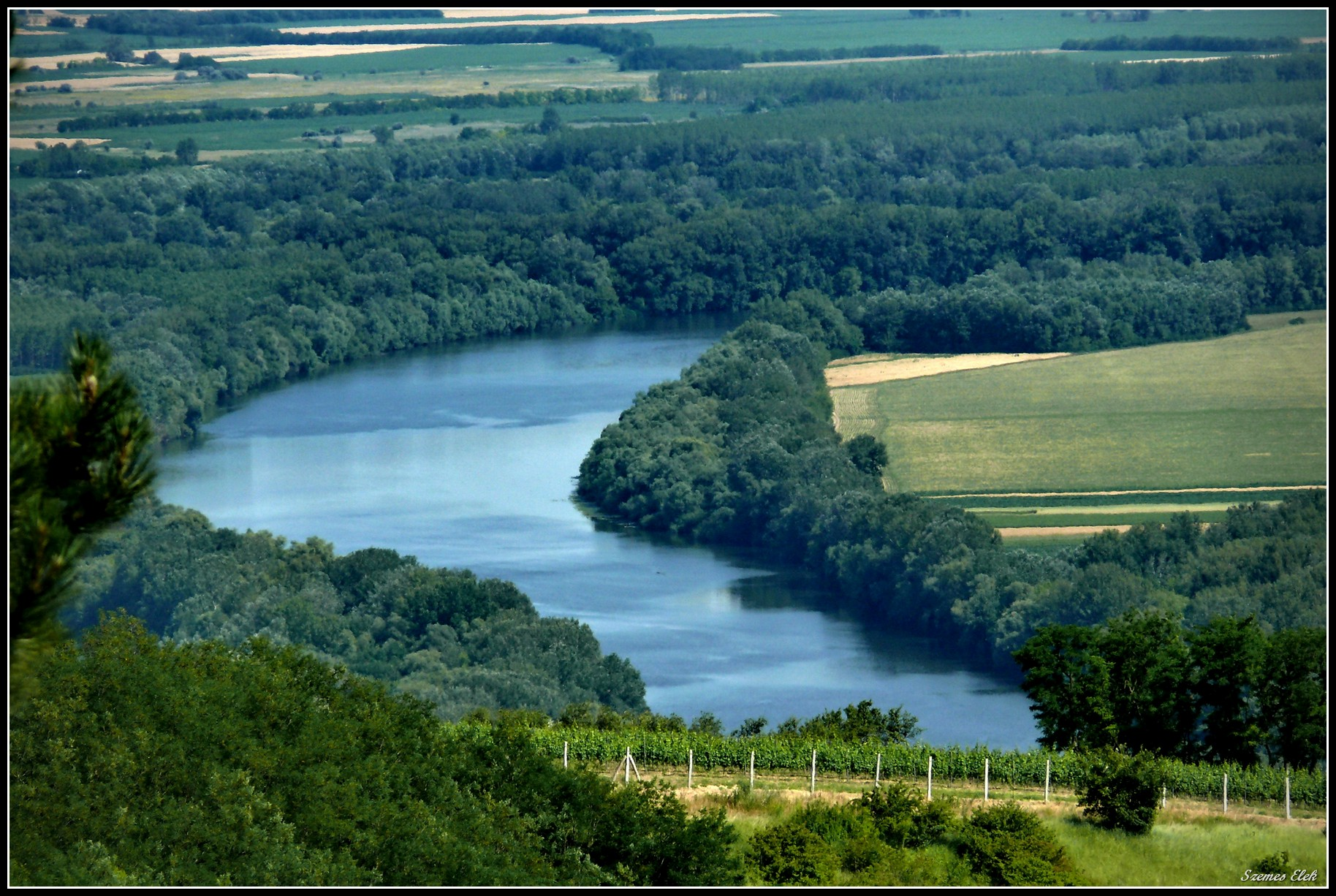
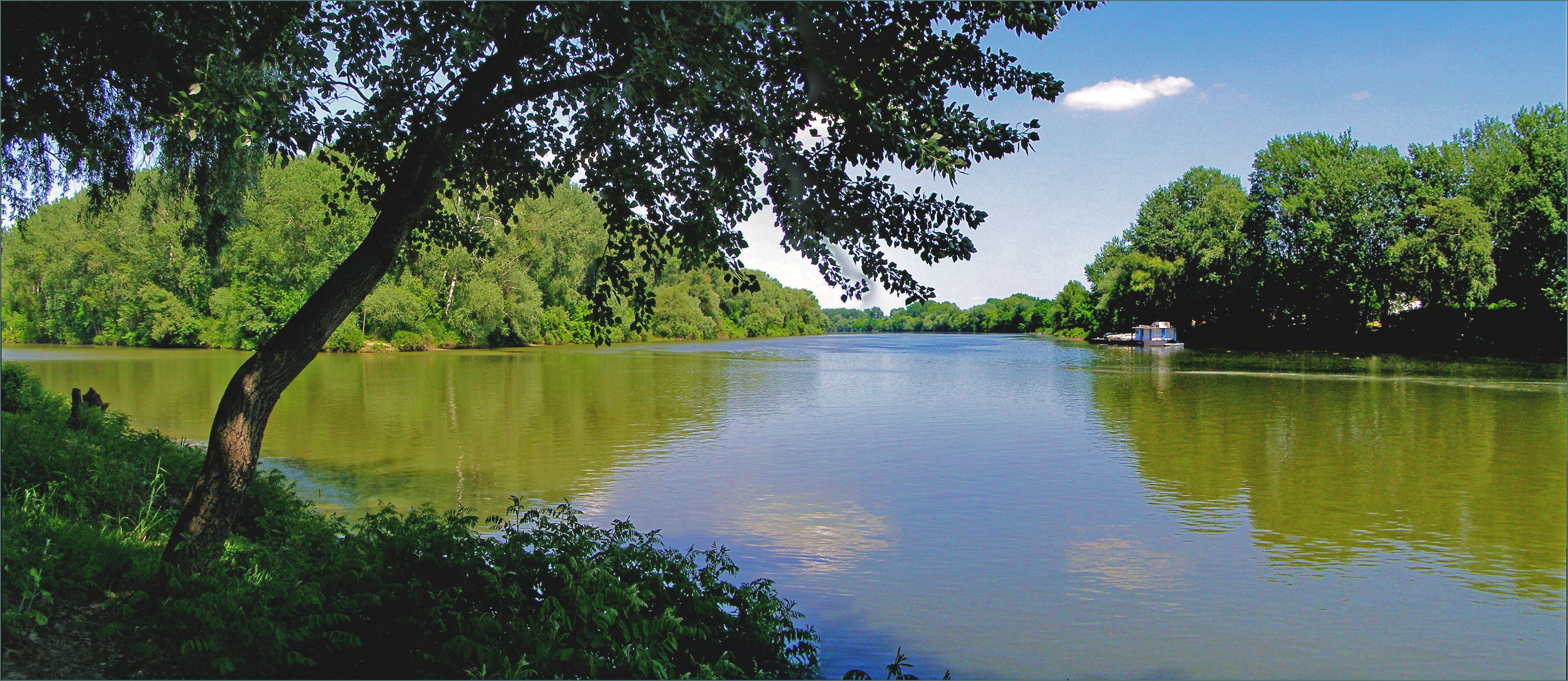
Злиття Бодроґу і Тиси
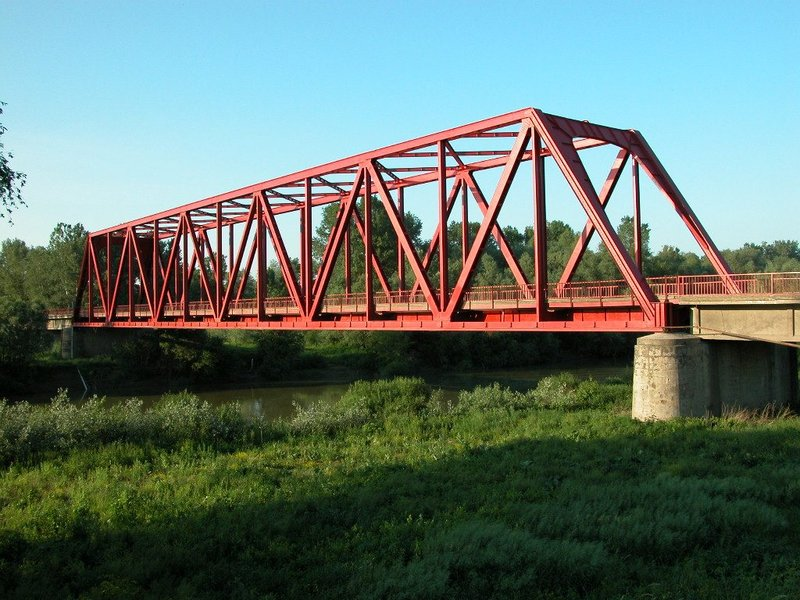
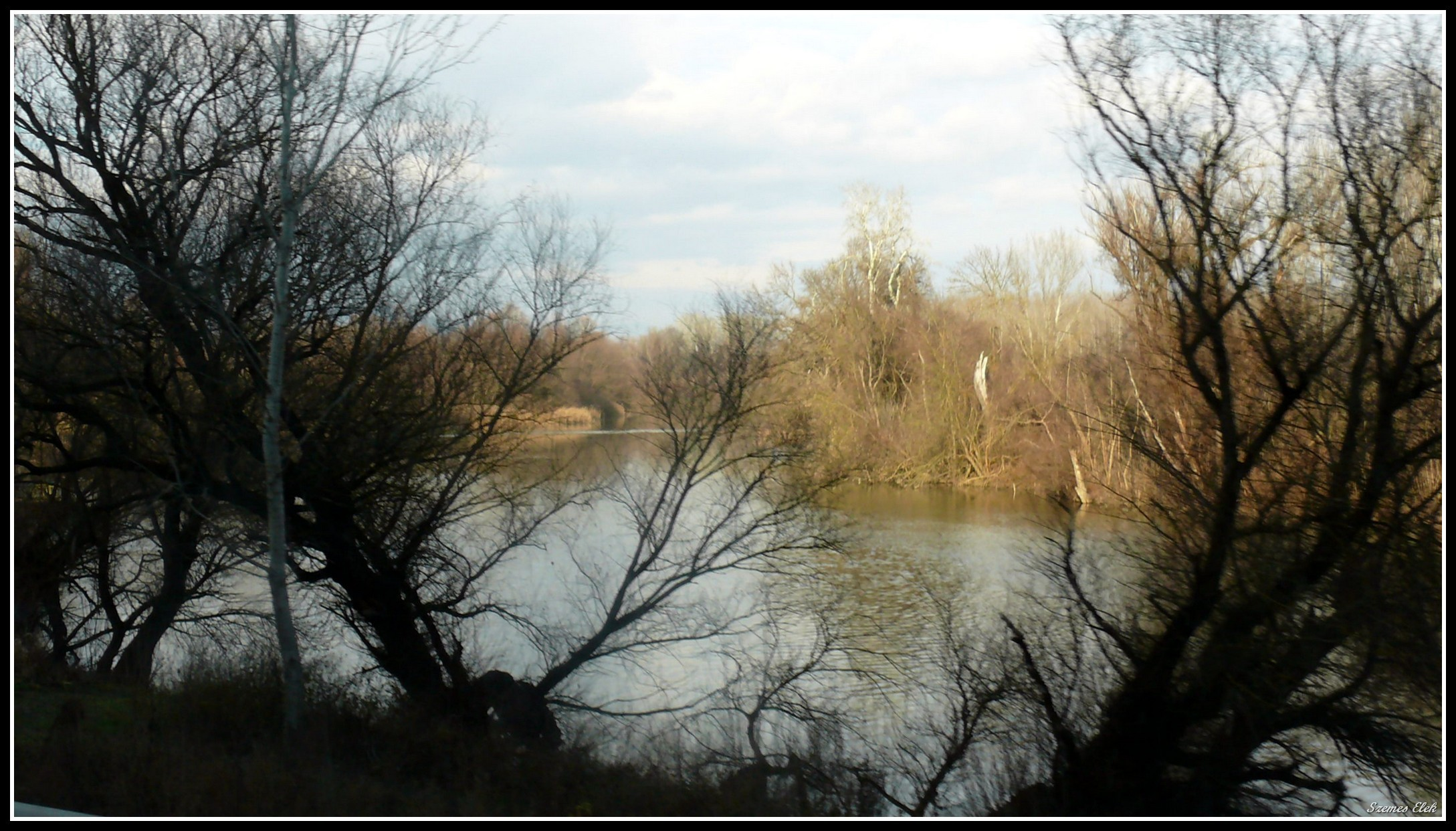